# Estación Versailles
Versailles fue una estación ferroviaria ubicada en el barrio del mismo nombre, en la Ciudad de Buenos Aires perteneciente al Ferrocarril Oeste primero y al Ferrocarril Sarmiento después. Fue inaugurada en 1911 y  sorpresivamente clausurada durante la presidencia de Juan Domingo Perón, en octubre de 1952.
La estación fue la terminal del ramal que, luego de desprenderse desde la estación Villa Luro, bordeaba el arroyo Maldonado, para finalmente y por las actuales calles París y Barragán / Porcel de Peralta, alcanzar la estación. Sobre él se hicieron las primeras pruebas de los servicios eléctricos del Ferrocarril Oeste.
Este servicio fue clave para el surgimiento del barrio, ya que conectaba una zona despoblada y en proceso de urbanización, con el centro de la ciudad mediante varios trenes diarios. Barrio y estación surgieron simultáneamente durante el gran crecimiento que tuvo Buenos Aires a comienzos del siglo pasado.

## Ubicación
Se encontraba ubicada en el oeste de la ciudad, dentro del barrio de Versalles, en la calle Arregui, entre Barragán y Porcel de Peralta.

## Servicios
Era la estación terminal de los servicios eléctricos que partían y llegaban de esta estación hasta Villa Luro, y desde allí por el ramal principal hasta Once.
Aunque según manuales de estaciones de empresas asociadas de 1915 y 1930, Floresta pudo haber sido originalmente la terminal de este ramal, y luego acortado hasta Villa Luro más tarde.

## Historia

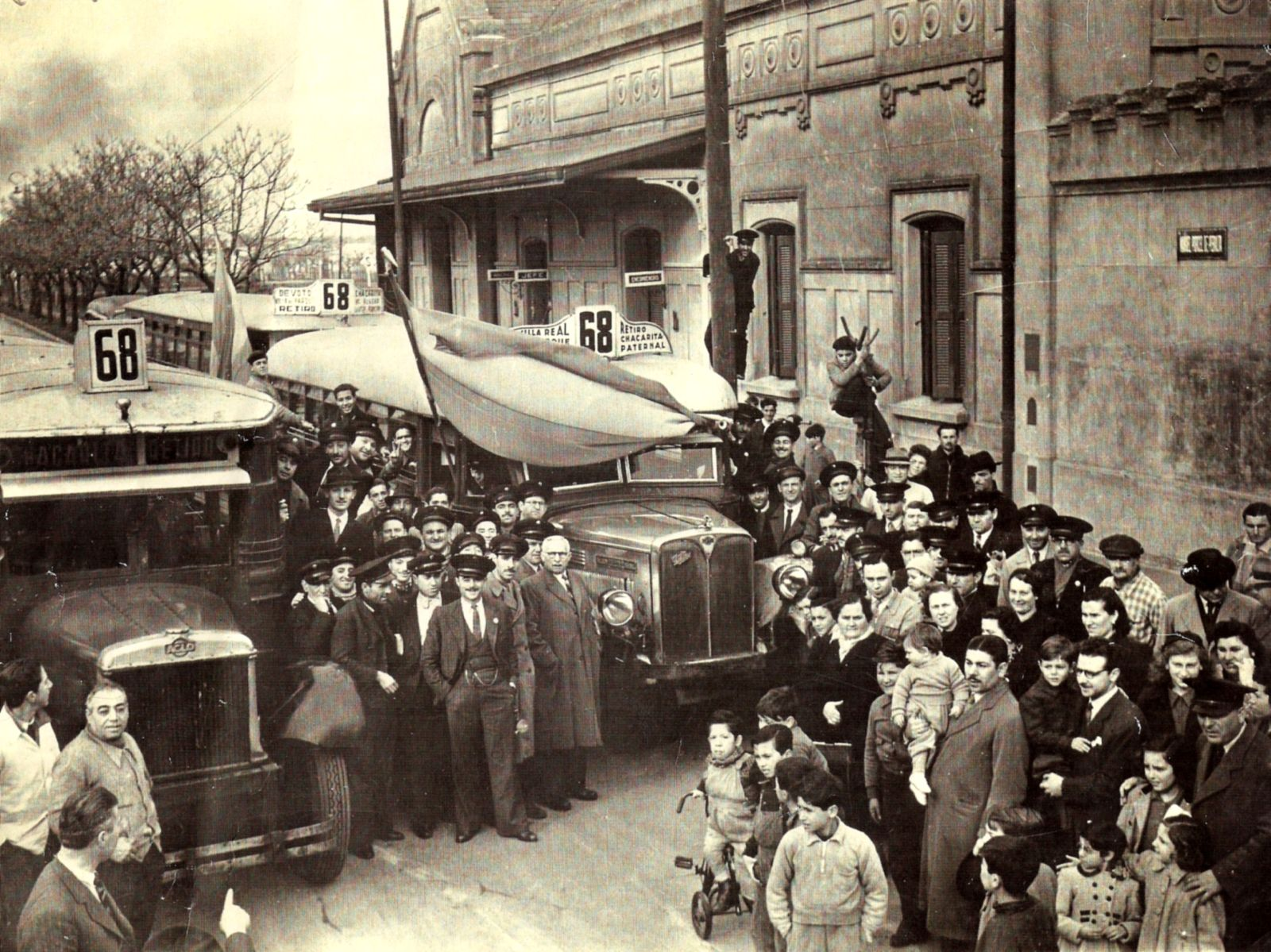

La estación fue construida por el Ferrocarril Oeste como un desprendimiento de su vía principal hacia un terreno perteneciente a la "Compañía Tierras del Oeste", la cual buscaba parcelar y formar un nuevo barrio dentro de la Ciudad de Buenos Aires. El 20 de enero de 1911 fue autorizada la construcción del ramal y el 16 de diciembre de ese mismo año se habilitaron los trenes desde Villa Luro. La estación y el barrio deben su nombre a la ocurrencia del médico de la Compañía de Tierras, Dr. José Guerrico, el cual acababa de regresar de París maravillado por el Palacio de Versalles.
En 1943, con el entubamiento del arroyo Maldonado, los vecinos temieron la clausura del ramal. Si bien se hicieron las obras para mantener el servicio, con la construcción de la Avenida Juan B. Justo pocos meses después el trazado fue desmantelado. El último tren circuló el 5 de octubre de 1952. La infraestructura de la estación fue demolida en 1964.
Actualmente solo subsiste el nomenclador de la estación.

## Infraestructura

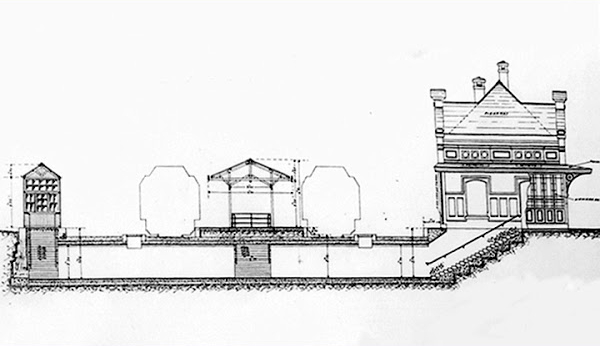
Plano del túnel de pasajeros

La estación constaba de una plataforma central (dos andenes) de 150 metros de largo y 8 metros de ancho, relleno de tierra y piso de granza. En dicho andén se construyó un refugio de 44 metros de largo y 6 de ancho. La construcción era de madera, con techo de chapas acanaladas. Los costados eran descubiertos. Debajo del refugio y en las puntas del andén se colocaron bancos y la boletería con paredes a vidriera, con piso de asfalto.
Era la única plataforma de la estación, aunque había lugar para instalar dos andenes laterales que nunca se hicieron. El edificio principal se encontraba en el lateral este, sobre la calle Porcel de Peralta. En el otro lateral había una casilla, probablemente utilizada como boletería. El andén central y los laterales estaban unidos por un túnel peatonal.
La estación contaba también con alambrado perimetral, un molino de viento, red telegráfica y baños públicos.